# Ян Лабенцький
Ян Лабенцький (пол. Jan Łabęcki; 21 травня 1943, Гура, Сувальщина, нині Підляське воєводство, Сувалкський повіт) — польський робітник, зварювальник Гданської корабельні, у 1981—1982 роках — член Політбюро ЦК ПОРП. Вважався у партійному керівництві представником робітничого класу та «ліберального крила». Виступав за діалог і співпрацю з профспілкою Солідарність, брав участь у діяльності «горизонтальних структур», але прийняв режим воєнного стану. У Третій Речі Посполитій зайнявся агробізнесом.

## Корабельня та партапарат
Народився у селянській сім'ї. З дитинства мріяв стати моряком, але не був зарахований до флоту. Вступив працювати на Гданську корабельню імені Леніна. Був зварювальником, контролером якості, бригадиром зварювальників. З 1968 року був членом урядущої компартії ПОРП.
У громадських питаннях Ян Лабенцький орієнтувався на інженера Клеменса Гнеха, майбутнього директора корабельні. Член ПОРП Гнех був загалом лояльний до влади ПНР, але намагався за можливості відстоювати інтереси робітничого колективу. У 1970 році, під час робітничих протестів, Лабенцький працював у цеху, начальником якого був Гнех. Разом з ним увійшов до складу страйкового комітету. Брав участь у висуненні вимог, але утримувався від виступів.
Ян Лабенцький був активістом і посадовцем парторганізації корабельні. У 1974—1979 роках обіймав різні посади у цехових парткомах, зокрема секретаря з ідеології у цеху K2 та першого секретаря у цеху K5. Дотримувався близьких Гнеху позицій у дусі «гереківського лібералізму». Відомо, що робітник його бригади Єжи Боровчак перебував у Вільних профспілках Узбережжя. Лабенцький був від цього далекий, але й не чинив перешкод Боровчаку. У лютому 1980 року Ян Лабенцький як «представник робітничого класу» був кооптований у ЦК ПОРП.

## Партійний «ліберал»
У серпні 1980 року Гданська корабельня стала головним осередком й історичним символом руху Солідарність. Тут було підписано найвідомішу з серпневих угод. Ян Лабенцький відіграв у подіях важливу роль. Під час страйку він підтримав Леха Валенсу у полеміці з радикальними антикомуністами, типу Анни Валентинович, допоміг йому закріпити лідерство у Міжзаводському страйковому комітеті. Лідер незалежної профспілки Валенса займав відносно помірну позицію протистояння з ПОРП. З іншого боку, перший секретар Гданського воєводського комітету ПОРП Тадеуш Фішбах виступав за діалог і компроміс з «Солідарністю». За таких умов перед Яном Лабенцьким відкривалися широкі політичні перспективи.
До «Солідарності» Лабецький не входив, позиціювався на платформі ПОРП. Але у партії виступав з «ліберально-реформістських» позицій. Наголошував на позитивному значенні «Солідарності», пропонував співпрацю партії з профспілкою. Ставив за приклад парторганізацію корабельні, де, за його словами, 80 % комуністів перебували у «Солідарності». Закликав до радикальної внутрішньопартійної демократизації. Брав участь у Торуньській конференції «горизонтальних структур ПОРП». Згодом Лабенцький пояснював свої надії на оновлення системи «наївністю молодості».
Після IX надзвичайного з'їзду ПОРП було кооптовано у Політбюро. 37-річний Лабенцький був наймолодшим членом найвищого органу партійної влади. Разом з варшавським соціологом Геронімом Кубяком, сілезським шахтарем Єжи Романиком, радомською шкіряницею Зофією Гжиб гданський суднобудівник Ян Лабенцький вважався «ліберальним крилом Політбюро». Приналежність Лабенцького до «колиски й оплоту „Солідарності“» мала особливе значення для реальних керівників партії.

## Зсув до «бетону»
Ян Лабенцький орієнтувався у партійно-державному керівництві на таких діячів, як Мечислав Раковський, Казімеж Барциковський, Тадеуш Чехович. Повністю підтримував першого секретаря ЦК ПОРП Станіслава Каня, потім його наступника Войцеха Ярузельського. Вів енергійну полеміку зі сталінським «партійним бетоном». У партійному жаргоні виник навіть вираз «банда чотирьох», що мала на увазі Барциковського, Чеховича, Кубяка та Лабенцького. До прийняття рішень Лабенцький не допускався (як й інші «ліберали»), та його громадське протистояння з діячами типу Альбіна Сивака та Тадеуша Грабського створювало необхідне керівництву політичне тло. Іноді «лібералізм» заходив надто далеко — наприклад, Лабенцький говорив про необхідність порозумітися з суспільством за такими подіями, як польський похід РСЧА та Катинський розстріл. У таких випадках генерал Ярузельський швидко його смикав.
Але з загостренням ситуації Ян Лабенцький сам зрушувався на позиції «бетону». Образно кажучи, між корабельнею та партією він вибирав партію. Восени 1981 року на засіданнях Політбюро Лабенцький пропонував формувати партійне ополчення для «відсічі „Солідарності“», виступав в унісон з міністром внутрішніх справ Чеславом Кіщаком і лідерами «бетону» — Стефаном Ольшовським, Мирославом Мілевським, Казімєжем Циприняком. Однак він все ж рекомендував «розділяти робітничу більшість „Солідарності“ та меншість екстремістів». Для цього Лабенцький пропонував «підтримувати Валенсу, а з такими, як Буяк, Рулевський, Розплоховський, не розмовляти взагалі». 1 грудня 1981 року, під час страйку курсантів Вищого пожежного училища у Варшаві, підтриманого «Солідарністю», Лабенцький закликав «дати рішучу відповідь, закрити училище, молодь відправити в армію».
Ян Лабенцький як переважна більшість партійних «лібералів» (зокрема Фішбах, Кубяк, Романик) прийняв воєнний стан 13 грудня 1981 року. Проте Лабенцький вважав неможливим заборону та розпуск багатомільйонної «Солідарності». У цьому плані він висловився на засіданні Політбюро 22 грудня. Ярузельський відповів, що «питання про ліквідацію не стоїть, але „Солідарність“ має стати зовсім іншою і не такою чисельною». Логіка подій вела до посилення військово-партійного режиму. Коли 8 жовтня 1982 року сейм ПНР ухвалив новий закон про профспілки, який офіційно заборонив «Солідарність», Лабенцький вже не заперечував.

## З політики у бізнес
Діячі «бетону» не забули та не пробачили Яну Лабенцькому колишнього «лібералізму». Вже у липні 1982 року він був виведений з Політбюро, хоча залишався членом ЦК та першим секретарем парторганізації корабельні. У колах Раковського та Барциковського з ним пов'язували плани створити «партійного анти-Валенсу» — лояльного до влади лідера з робітничого середовища. Лабенцький організував у 1983 році приїзди на корабельню віцепрем'єра Раковського. Цей захід ніяк не підвищив авторитет ПОРП серед робітників. Невдовзі Лабенцького зняли з посади заводського секретаря, а у 1986 році вивели з ЦК.
У новій страйковій хвилі 1988 року Ян Лабенцький не брав значної участі. Не був він залучений і до Круглого столу. На перших альтернативних виборах 4 червня 1989 року балотувався у «контрактний сейм» за квотою ПОРП. Перебування у тіні під час воєнного стану, здавалося, давало шанси. Однак він не отримав підтримки впливових партійних «лібералів» і зазнав поразки від колишнього союзника Фішбаха.
Після цього Ян Лабенцький залишив політичну діяльність. У Третій Речі Посполитій він зайнявся сільськогосподарським підприємництвом, заснувавши фірму у невеликому селі Вісліна (Гданський повіт). Спочатку бізнес полягав у розведенні корів на території колишнього держгоспу, потім у конструюванні та ремонті сільгосптехніки. Коментатори саркастично зарахували колишнього члена Політбюро до «червоних капіталістів».